# Сонячносілля
Со́нячносі́лля (до 1945 року — Аїр-Ґу́ль, крим. Ayır Gül) — село в Україні, у Бахчисарайському районі Автономної Республіки Крим. Підпорядковане Голубинській сільській раді.
Розташоване на півдні району. Відстань від райцентру до населеного пункта становить 17 кілометрів по прямій.
Населення — 174 особи (станом на 2001 рік).